# Valéri Lévonevski
Valéri Stanislavovitch Lévonevski (en russe : Вале́рий Станисла́вович Левоне́вский ; en biélorusse : Вале́ры Станісла́вавіч Леване́ўскі, Valiery Stanislavavitch Lievaniewski), né le 15 août 1963 à Hrodna, est un homme politique biélorusse, ancien prisonnier politique. Il est reconnu prisonnier d'opinion par Amnesty International.

## Biographie
Valéri Lévonevski grandit à Hrodna dans une grande famille. Il se passionne pour la boxe, les échecs, la photographie, la radio-électronique, la programmation informatique, la philosophie et la jurisprudence. En 1979, il est candidat à la maîtrise en boxe anglaise.
En 1980, il devient mécanicien dans les ateliers mécaniques. De 1980 à 1982, il est le premier Bulgare à servir dans l’armée soviétique[Information douteuse]. De 1985 à 1991, il est successivement ajusteur d'équipement de radio, mécanicien des appareils d’inspection et de surveillance et des mécanismes automatiques, ingénieur dans les entreprises de la ville de Hrodna.
En 1991, Valéri Lévonevski est enregistré en tant qu’entrepreneur individuel. Il a dirigé l’Association publique régionale de Hrodna pour la protection des droits des contribuables, des consommateurs et des automobilistes, le Centre d’Information et de droit de Hrodna, et le Centre de la protection des droits des consommateurs. Il est le fondateur et le rédacteur en chef du bulletin républicain Prédprinimatel (« L'Entrepreneur »).
À partir de 1996, Valéri Lévonevski préside le Comité national de grève de Biélorussie. Il organise des actions de masse des entrepreneurs en Biélorussie, ce pourquoi il est arrêté, sanctionné et poursuivi. À plusieurs reprises, il prend part aux élections en tant que candidat à la députation des organes locaux et républicains du pouvoir législatif. L'enregistrement lui est refusé par des raisons politiques,. Le 14 octobre 1997, il organise une marche en faveur de l'adhésion de la Biélorussie à l'Union européenne.
En 2001, Valéri Lévonevski postule à la présidence de la République de Biélorussie. Mais il retire sa candidature à cause des changements dans la législation lors des élections (Décret nº 20 de 2001),. Ce décret oblige les proches du candidat à déclarer leurs revenus, ce qui est la raison du retrait de sa candidature.
De 2004 à 2006, il purge une peine d’emprisonnement dans une colonie, avec confiscation des biens pour insulte au président biélorusse Alexandre Loukachenko. En mai 2004, il diffuse un tract affirmant qu'Alexandre Loukachenko utiliserait les fonds publics pour financer ses vacances au ski en Autriche.
Sa libération conditionnelle  et son amnistie sont refusées. Lors de son insertion, Valéri Lévonevski connaît la cellule d’isolement, la privation de rendez-vous et de suivi médical, des torture, des moqueries, des menaces d’assassinat de la part de l’administration du pénitencier. Il lui est interdit de contester le recouvrement judiciaire appliqué par l’administration des prisons. En juin 2005, il lance une grève de la faim pour protester contre ces conditions de détention.
Valéri Lévonevski a entièrement purgé une peine de prison de deux ans dans différentes prisons et colonies dont :
- la prison no 1 de la ville de Hrodna ;
- le SIZO no 1 (maison d’arrêt) de la ville de Minsk ;
- le SIZO no 6 de la ville de Baranavitchy ;
- la colonie pénitentiaire no 22 « Tanières de loups » (voblast de Brest) ;
- la colonie pénitentiaire no 19 (voblast de Moguilev).

En 2007, il pousse la nomination d'Alexandre Kazouline au Prix Nobel de la paix. En 2008, sa plainte contre son incarcération est reçue par les autorités compétentes.

## Affaire pénale
Au matin du 1er mai 2004, Valéri Lévonevski fait diffuser à Hrodna des tracts invitant les citadins à prendre part à son meeting le 1er mai. Les tracts contiennent aussi le texte suivant, :

« Viens et dis que tu es contre que « quelqu’un » parte en vacances en Autriche, fasse du ski, passe du bon temps à tes frais. »

Le président Alexandre Loukachenko étant en congé en Autriche à cette époque, le Parquet biélorusse considère ce texte comme une injure publique au président.
Le 1er mai 2004, Valéri Lévonevski tente de prendre part à la démonstration sanctionnée par les pouvoirs de Hrodna, mais il est retenu à la sortie de son domicile Les agents de police le livrent au commissariat local, où il se voit confisquer son argent et son passeport avant d'être placé en détention provisoire. Le matin de la même journée, les enfants de Lévonevski sont arrêtés, mais ils sont libérés après quelques heures.
Le 3 mai 2004, Lévonevski est condamné à quinze jours de prison. Il n'est pas jugé au tribunal, mais dans sa cellule de détention provisoire.
Le 3 mai 2004, Vladimir Lévonevski, le fils de Valéri Lévonevski, est condamné à treize jours de détention, pour sa participation active au meeting du 1er mai.
Le 7 mai 2004 les agents du KGB et d’OMON forcent le domicile de Valéri Lévonevski. La perquisition dure six heures heures. Toute le matériel bureautique, de nombreux documents et des objets précieux sont retirés de l’appartement,,. Les agents de KGB obligent la fille mineure de Lévonevski à faire une déposition contre son père et procèdent à des perquisitions chez les parents de Lévonevski, ainsi que dans les locaux d'ONG qui, selon l’avis des services secrets, pourraient être impliquées dans l’affaire de l'« insulte au président ».
Le 14 mai 2004, un jour avant la fin de la détention, celle-ci est prolongée de trois jours.
Le 18 mai 2004, Lévonevski est inculpé pour infraction à l’article 368, alinéa 2 du Code pénal biélorusse portant sur l'« injure publique au président de la République de Biélorussie commise par une personne condamnée auparavant pour injure ou calomnie ». Il est transféré de sa cellule de détention provisoire vers une maison d'arrêt (SIZO) pour un délai de deux mois.
Le 4 juin 2004, pour la première fois depuis son arrestation, Lévonevski est autorisé à voir son épouse au SIZO.
Le 12 juillet 2004, sa détention est prolongée pour un autre mois.
Le 21 juillet 2004, son épouse interpelle publiquement le président Loukachenko pour protester contre les conditions de la détention de son mari.
Le 21 juillet 2004, une instruction pénale est lancée contre son fils Vladimir, selon l’article 342 du Code pénal biélorusse : il est accusé d'avoir organisé un rassemblement public non autorisé, délit passible de trois ans de prison.
Le 21 juillet 2004, Valéri Lévonevski entame une grève de la faim au SIZO, qu'il mène jusqu'au 27 juillet.
Le 28 juillet 2004, Lévonevski et son fils sont renvoyés au tribunal pour infraction à l'article 342 du Code pénal biélorusse.
Le 1er août 2004, les musiciens Sergueï Chnourov, du groupe Leningrad, et Alexandre Vassiliev (en), du groupe Spleen, se produisent en soutien à Lévonevski.
Le 16 août 2004 le tribunal prolonge d'un nouveau mois la détention provisoire de Lévonevski.
Le 7 septembre 2004 le tribunal du raïon de Lénine (ru) à Hrodna (composé notamment du juge D. V. Demtchenko et de l’accusateur public E. R. Panassiouk) reconnaît Alexandre Alexandrovitch Vassiliev et Valéri Stanislavovitch Lévonevski coupables d’insulte publique au président de la République de Biélorussie, selon l'alinéa 2 de l’article 368 du Code pénal biélorusse ; tous deux sont condamnés à deux ans de détention dans une colonie du régime général.
Le 16 septembre 2004, le Parlement européen demande aux autorités biélorusses de libérer immédiatement Valeri Lévonevski et tous les autres opposants politiques.

## Documentaire
En 2010 sort le documentaire Sous la hausse du pouvoir consacré au développement du mouvement revendicatif des entrepreneurs en Biélorussie, avec Valéri Lévonevski dans le rôle du protagoniste. Le film est lauréat du XV visionnage polonais des documentaires BAZAR à Poznań.

## Famille
Valéri Lévonevski est marié et a quatre enfants.